# Al treilea ochi (carte)
"Al treilea ochi" este cartea de debut a scriitorului Lobsang Rampa, publicată în 1956 în Marea Britanie.

## Traduceri în limba română
- Lobsang Rampa, "Al treilea ochi. Autobiografia unui lama tibetan", Traducere din limba engleză: Mariana Buruiană, Editura Herald, Colecția Scrieri Inițiatice, București, 2011, 288 p., ISBN: 978-973-111-206-0